# 김일해
김일해(金一海, 1906년 12월 20일 ~ 2004년 7월 11일)는 한국의 영화 배우이다. 본명은 김정석(金正錫)이다.

## 생애
소년기에 일본으로 가서 교토에서 중학교를 졸업한 뒤 스무살 무렵 데이코쿠키네마에서 영화배우로 일하기 시작했다. 운동 실력이 뛰어나 스포츠맨 배역을 많이 맡았으며 이때 일본 여성과 결혼하여 자녀도 얻었다.
1935년 박기채의 《춘풍》, 방한준의 《살수차 (포도의 이단자)》에 출연하며 한국에서도 배우로 데뷔하였고, 나운규 연출의 문예영화 《오몽녀》(1937)에 이어 함대훈의 장편소설을 영화화한 신경균의 감독 데뷔작 《순정해협》(1937)에 주인공 영철역으로 출연하는 등 미남 배우로 인기를 얻었다. 《순정해협》에 함께 출연한 김영옥 등 여러 여배우들과 염문도 있었다.
무성 영화에서와 같은 과장된 연기가 필요 없는 발성 영화에 좀 더 적합한 섬세하고 미묘한 연기라는 평을 들었다. 일본에서 오래 연기 경력을 쌓은 김일해의 연기는 호평을 받았다. 특히 조연으로 출연한 《살수차》에서는 조선에서 처음 보는 특이한 분장과 화장으로 성격파 연기를 선보이며 "사색의 배우"로 불리기도 했다.
일제강점기 말기에는 어용 영화에 출연했다. 극의 전개와는 동떨어져 있지만 주인공들이 일장기를 게양하고 〈황국신민의 서사〉를 외우며 일본에 대한 충성을 다짐한다는 내용이 들어 있는 《집없는 천사》(1941)에 출연한 것을 시작으로, 같은 해 지원병제를 홍보하는 《지원병》에 출연했다.
이후 인삼 재배를 다룬 《흙에 산다》(1942년), 《우러르라 창공(일본어: 仰げ大空)》 (1943년), 《병정님》과 《거경전》 (이상 1944), 《우리들의 전쟁(일본어: 我れらの戰爭)》 (1945년)에 잇따라 출연했다. 모두 국책 영화이며 이 가운데 《지원병》이나 《병정님》은 참전할 것을 직접 종용하고 있다. 2008년 민족문제연구소의 친일인명사전 수록예정자 명단 연극/영화 부문에 포함되었다.
1959년 이후로 20년이 넘는 오랜 공백기를 가졌다가, 1984년 78세의 나이로 이두용의 《장남》에 아버지역으로 출연하여 한국 영화 최고령 주연 배우 기록을 갖고 있다.

## 수상
- 1992년 제3회 춘사대상영화제 춘사예술인상

## 참고 문헌
- 강옥희; 이영미; 이순진; 이승희 (2006년 12월 15일). 《식민지시대 대중예술인 사전》. 서울: 소도. 60~62쪽. ISBN 9788990626264.
- 김남석 (2003년 11월 15일). 《한국 문예영화 이야기》. 서울: 살림. 41~42쪽. ISBN 8952201531.